# Hans Siegmund von Sydow
Hans Siegmund von Sydow (* 15. Januar 1695 auf Neuengrape bei Pyritz; † 15. Mai 1773 in Pillau) war ein königlich-preußischer Oberst und Chef des Garnisonsregiments Nr. 2.

## Leben
Hans von Sydow war ein Angehöriger der uradligen Familie von Sydow. Im Alter von 17 Jahren kam er zum Kadettenkorps in Magdeburg.
Er stieg in der preußischen Armee auf und wurde 1741 Major im Infanterie-Regiment Nr. 9. Im Lager bei Göttin (1741) kommandierte er ein Grenadierbataillon, das aus den Grenadierkompanien der Infanterieregimenter Nr. 3 und Nr. 14 zusammengesetzt war. Im Mai 1743 wurde er Oberstleutnant.
Im Jahre 1744 erhielt er ein anderes Grenadierbataillon, das anfangs aus Teilen der Infanterieregimenter Nr. 22 und Nr. 4 zusammengesetzt war, wobei die zugeteilten Kompanien später wechselten. Mit diesem Bataillon kämpfte er in der Schlacht bei Hohenfriedberg und der Schlacht bei Kesselsdorf. Im November 1745 wurde er Oberst.
Später wurde er als Kommandeur in das Garnisonsregiment Nr. 2 versetzt. Im Jahr 1754 wurde er Chef dieses Regiments.
Im Siebenjährigen Krieg befand er sich bei den Truppen, die am Sturm auf Schweidnitz teilnahmen. Sein Auftrag war dabei, die Aufmerksamkeit der Belagerer zu erregen. Er führte einen Scheinangriff auf das Fort Nr. 2; von einer Anhöhe vor dem Fort eröffnete er das Feuer. Unmittelbar nach der Kapitulation von Fort Nr. 1 ergab sich auch diese Besatzung. Sydow war auch unter Generalfeldmarschall Johann von Lehwaldt an den Kämpfen in Pommern beteiligt.
Er heiratete 1742 Dorothea Marie von Wolde, eine Tochter des Lorenz Georg von Wolde und der Hedwig Elisabeth von Kameke. Der Sohn Joachim Otto Alexander Siegmund († nach 1765) war der Letzte aus dem Haus Neuengrape.